# Emancipator
Даглас «Даг» Епплінг (англ. Douglas "Doug" Appling; нар. 27 травня 1987, Вірджинія, США) — американський продюсер і ді-джей, відоміший за псевдонімом Emancipator. Почав музичну кар'єру ще будучи студентом 2006 року, самостійно випустивши альбом Soon It Will Be Cold Enough. З того часу випустив вісім альбомів, включаючи п'ять студійних альбомів, дві колекції реміксів та один альбом з живого виступу. Власник лейблу та лідер гурту для живих виступів Emancipator Ensemble.

## Ранні роки
Народився у штаті Вірджинія, де з чотирьох до дванадцяти років вивчав гру на скрипці. У підлітковому віці перейшов на електро-гітару, ударні та басс. Своєму інтересу до електронної музики він завдячує батьковій «еклектичній музичній колекції», в той час, як мати, яка працювала волонтером у Корпусі миру, вплинула на нього «музикою африканського піаніно та звуками з-поза західної палітри». У старшій школі грав на барабанах у панк-рок гурті. Тоді ж спробував комп'ютерну програму Acid Pro, де почав гратися зі створенням електронної музики. Після школи навчався у Коледжі Вільяма і Мері, де отримав ступінь бакалавра психології. Там також відвідував курси з музичної теорії, які вплинули на формування його, як артиста. 2006 року самостійно записав та видав свій перший альбом Soon It Will Be Cold Enough під псевдонімом Emancipator. Розповюдження було незначним, оскільки він особисто записував альбоми на CD на своєму комп'ютері, продавав їх на своїй сторінці на MySpace та щотижня їздив на пошту, щоб відправити замовлення.

## Музична кар'єра
Вкінці 2007 року на Епплінга звернув увагу лейбл Hydeout Productions відомого японського продюсера Nujabes. 2008 року лейбл перевидав Soon It Will Be Cold Enough. 2009 року, переїхавши до Портленда, Орегон, вперше виступив на сцені — на розігріві у Bonobo, якого Епплінг вважає одним з найулюбленіших музикантів. Після цього відбувся тур по Японії, який відкрив Emancipator для ширшого кола слухачів. Протягом цього часу він перестав користуватися Acid Pro та Reason та перейшов на Ableton Live, як основний секвенсер та звукова робоча станція для всіх його робіт. Другий альбом Safe In the Steep Cliffs вийшов 2010 року на лейблі Hydeout. 2011 року Епплінг самостійно видав альбом Remixes, де були реміки на його треки від Blockhead, Big Gigantic, Tor та інших. 2012 року заснував свій власний лейбл Loci Records, який першим релізом випустив альбом Tor Drum Therapy.
2013 року випустив на своєму лейблі новий альбом Dusk to Dawn. Реліз супроводжувався концертним туром з сесійними музикантами, які утворили гурт з чотирьох людей для живих виступів — Emancipator Ensemble.
У червні 2015 року випустив концертний альбом під назвою Live from Athens, у липні — альбом реміксів Dusk to Dawn Remixes, а у вересні — четвертий студійний альбом Seven Seas.
17 листопада 2017 року вийшов п'ятий альбом Епплінга під назвою Baralku. На підтримку альбому вийшло три сингли: «Ghost Pong», «Goodness» та «Baralku».
В січні 2020 року вийшов «Labyrinth», перший сингл майбутнього альбому, а через місяць другий — «Iron Ox». 3 квітня Emancipator видав свій шостий студійний альбом, який отримав назву Mountain of Memory.

## Дискографія

### Студійні альбоми
- Soon It Will Be Cold Enough (2006)
- Safe In the Steep Cliffs (2010)
- Dusk to Dawn (2013)
- Seven Seas (2015)
- Baralku (2017)
- Mountain of Memory (2020)

### Міні-альбоми
- Maps & Father King (2016)
- Cheeba Gold (with 9 Theory) (2019)

### Альбоми реміксів
- Remixes (2011)
- Dusk to Dawn Remixes (2015)

### Концертні альбоми
- Live In Athens (2015)

### Сингли
- «Shook (Sigur Ros X Mobb Deep)» (2011)
- «Maps» (2011)
- «Father King» (2011)
- «Elephant Survival» (2011)
- «Kids/Truman Sleeps» (2015)
- «Ghost Pong» (2017)
- «Goodness» (2017)
- «Baralku» (2017)
- «Cheeba» (2019)
- «The Bridge (feat. Lapa, Frameworks & TOR)» (2019)
- «Himilayan» (2020)